# 同相双五角丸塔
同相双五角丸塔（どうそうそうごかくまるとう、Pentagonal orthobirotunda）とは、34番目のジョンソンの立体で、二つの正五角丸塔(J6)の底面同士を、五角形の面同士が隣接するように張り合わせた立体である。

## 性質
- 表面積: 一辺を{\displaystyle a}とすると {\displaystyle S=(5{\sqrt {3}}+3{\sqrt {25+10{\sqrt {5}}}})a^{2}}
- 体積: 一辺を{\displaystyle a}とすると {\displaystyle V={{45+17{\sqrt {5}}} \over {6}}a^{3}}
- 外接球半径: 一辺を2とすると{\displaystyle {\sqrt {5}}+1}

## 関連図形
| 正五角丸塔 （半分に割る）           | 二十・十二面体 （片側を36°回す）                              | 同相双五角丸塔柱 （間に角柱を追加） |
| 双五角丸塔反柱 （間に反角柱を追加） | 同相五角台塔丸塔 （同相になるように片方の丸塔を台塔に変える） |                                     |